# 帕維爾·札榷克
帕維爾·札榷克（捷克語：Pavel Žáček；1969年—）是捷克的學者與政治人物，曾任捷克極權政體研究所首任所長。2017年札榷克當選捷克眾議院議員。

## 生平
札榷克於1992年自查理大学獲碩士學位，2001年又獲博士學位（主修大眾傳播）。1993年起他任職於共產主義罪行紀錄與調查辦公室，1998年獲任副主任。1999年－2006年，札榷克於捷克科學院比較歷史研究所擔任資深研究員。2001年－2003年他也擔任捷克電視委員會委員。
2008年，札榷克為關於歐洲良知和譴責共產主義罪行布拉格宣言的簽署人之一。2008年－2010年他也擔任極權政體研究所首任所長。札榷克收集了許多關於捷克首任總統瓦茨拉夫·哈維爾被秘密警察偵訊的文件，現藏於美國胡佛研究所。